# Ortanova rosso
L'Ortanova rosso è un vino DOC la cui produzione è consentita nella provincia di Foggia.

## Caratteristiche organolettiche
- colore: rosso, dal rubino al granato con riflessi arancioni se invecchiato.
- odore: vinoso, gradevole.
- sapore: asciutto, armonico, di corpo, giustamente tannico.

## Produzione
Provincia, stagione, volume in ettolitri
- Foggia  (1992/93)  168,25
- Foggia  (1993/94)  163,29
- Foggia  (1994/95)  165,27
- Foggia  (1995/96)  166,04